# Hegyvidéki bozótposzáta
A hegyvidéki bozótposzáta (Bradypterus centralis) a verébalakúak (Passeriformes) rendjébe, ezen belül a tücsökmadárfélék (Locustellidae) családjába és a Bradypterus nembe tartozó faj. 13-15 centiméter hosszú. Benin, Burundi, Csád, Dél-Szudán, Etiópia, Ghána, Kamerun, Kenya, a Kongói Demokratikus Köztársaság, Nigéria, Ruanda, Szudán, Tanzánia, Togo és Uganda mocsaras, tómelléki területein él. Feltehetően kis rovarokkal táplálkozik.

## Alfajok
- B. c. chadensis (Bannerman, 1936) – nyugat-Csád, észak-Kamerun;
- B. c. centralis (Neumann, 1908) – dél-Ghána, dél-Togo, dél-Benin, Nigéria, dél-Kamerun, északkelet-Kongói Demokratikus Köztársaságtól délnyugat-Ugandáig, Ruanda, Burundi, északnyugat- és észak-Tanzánia;
- B. c. sudanensis (C. H. B. Grant & Mackworth-Praed, 1941) – dél-Szudán, Dél-Szudán, nyugat-Etiópia;
- B. c. elgonensis (Madarász, 1912) – Nyugat- és Közép-Kenya.

## Fordítás
- Ez a szócikk részben vagy egészben  a   Highland rush warbler című angol Wikipédia-szócikk fordításán alapul.  Az eredeti cikk szerkesztőit annak laptörténete sorolja fel. Ez a jelzés csupán a megfogalmazás eredetét és a szerzői jogokat jelzi, nem szolgál a cikkben szereplő információk forrásmegjelöléseként.